# 9398 Bidelman
9398 Bidelman è un asteroide della fascia principale. Scoperto nel 1994, presenta un'orbita caratterizzata da un semiasse maggiore pari a 3,3388867 UA e da un'eccentricità di 0,1454492, inclinata di 1,23809° rispetto all'eclittica.